# 羊角島
38°59′37″N 125°44′50″E / 38.9937°N 125.7472°E

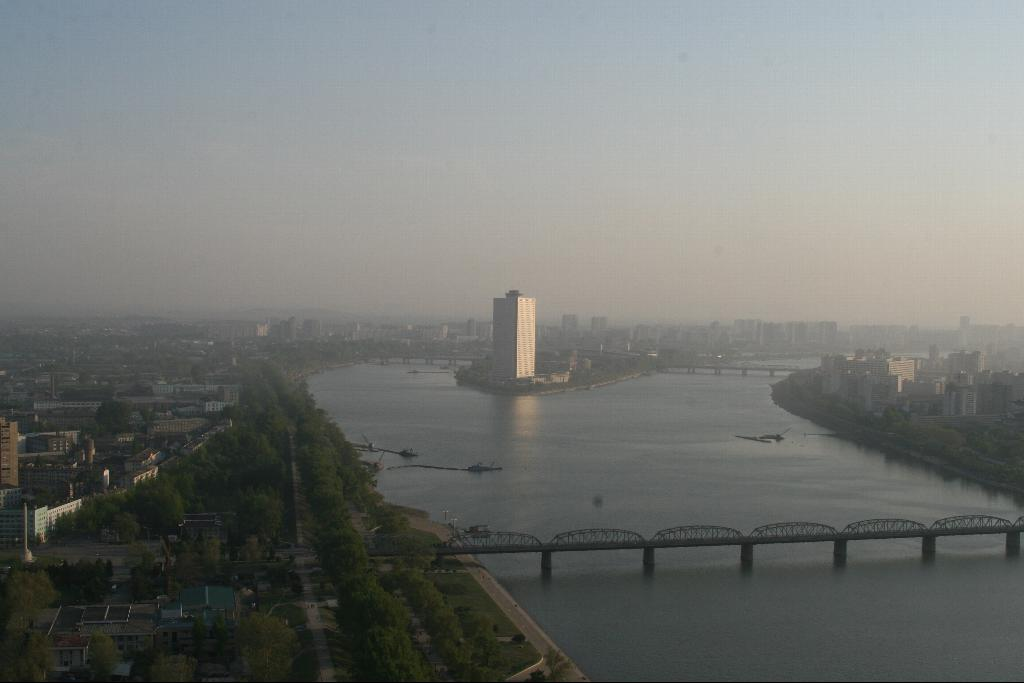
主體思想塔上眺望羊角島

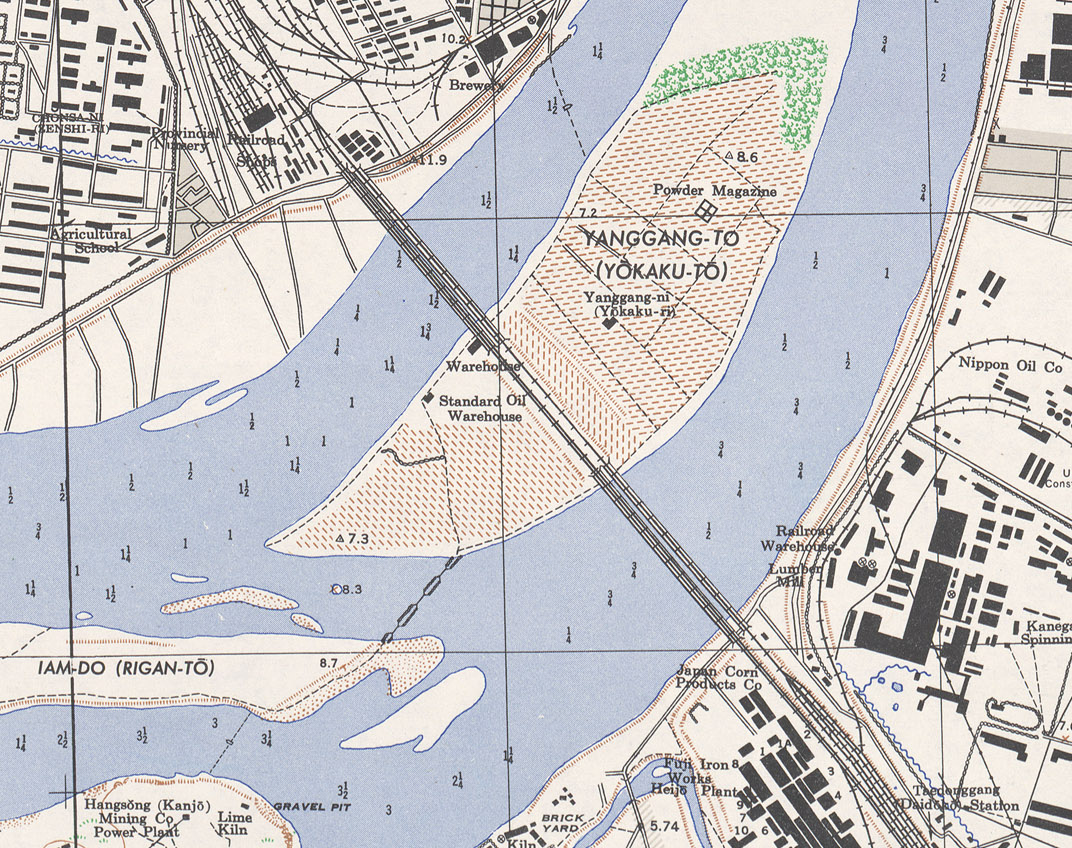
1946年美國陸軍繪製的平壤地圖羊角島部分

羊角島（朝鮮語：양각도）是位於朝鮮民主主義人民共和國平壤市中區域大同江上的河島，因形似羊角而得名。京義線鐵路大橋通達該地，另可在大同江邊乘水路到達。
島上地標有羊角島國際飯店、平壤國際電影會館與羊角島體育場。